# Polel Diaoubé
 (juin 2018).
Si vous disposez d'ouvrages ou d'articles de référence ou si vous connaissez des sites web de qualité traitant du thème abordé ici, merci de compléter l'article en donnant les références utiles à sa vérifiabilité et en les liant à la section « Notes et références ».
Polel Diaoubé (ou Polel Diawbé, Pollele Diawbe) est un village du nord-est du Sénégal, situé dans le département de Kanel (région de Matam), à une quinzaine de kilomètres du fleuve Sénégal et de la frontière avec la Mauritanie. Le village a été fondé vers 1619 par un Peul nommé Diam Hammadi Pathé Sow. L’essentiel des habitants sont des Peuls.

## Histoire
Polel Diaoubé a été fondé après l’éclatement de la dynastie des Diawbés par un Peul nommé Diam Hammadi Pathé Sow.
Les Diaoubés sont une dynastie qui a régné sur une partie du Fouta, dans le Toro actuel. Ils ont comme nom de famille Dia. Ils habitent le plus souvent près des points d’eau d’où leurs connaissances mystiques liées à l’eau. En effet ils ont le pouvoir de neutraliser les crocodiles et les hippopotames, et ont droit de propriété sur certains fleuves, affluents ou marigots. La dynastie des pécheurs ‘Soubalbés’ leur voue un grand respect et ont besoin chaque année de leur autorisation pour ouvrir la saison de la pèche.
Au milieu du XVIe siècle, leur clan s’est disloqué pour engendrer un autre sous-clan : les Fresbés qui se sont convertis à l’Islam et qui portent depuis le nom de Sow. Ces Fresbés ont depuis refusé de faire introniser leur roi ‘Ardo’ titre porté par les rois des Diawbés et appellent depuis leur roi Eliman Fresbés.
C’est à la mort d’Ardo Yéro Diddé (roi des Diawbés), assassiné par Koli Tenguela que cette dynastie s’est éparpillée pour fonder plusieurs villages qui ont tous comme terminologie Diawbé, comme Dolol Diawbé, Olol Diawbé, Sottuma Diawbé, Kobillo Diawbé et plusieurs années après Polel Diawbé.
Le fondateur du village de Polel Diawbé s’appelle Diam Hamadi Pathé. Le village doit être fondé vers la fin du XIXe siècle ou au début du XXe siècle. Si ces Diawbés ont transité par Orkadiéré comme l’affirment la plupart des historiens, ils ne se sont pas beaucoup attardés dans ce village, en ce temps capital des Satiguis. Ils ont continué sur Polél car ils ne pouvaient pas rester à Orkadiéré en tant qu’éleveurs. Ils ne pouvaient pas vivre avec leur cheptel parce que les habitants de ce village étaient plutôt des agriculteurs. Il y avait aussi le poids du Satigui et de ses sbires qui les rackettaient tout le temps en prenant leur bétail comme impôt.
Ils ont donc décidé de poursuivre leur chemin avec à leur tète ce Diam Hamadi Pathé. Ils se sont fixés dans un premier temps près du marigot appelé Wendou Polél. À leur approche, un petit pigeon (Polél en Pulaar) s’est envolé, d’où le nom que porte le village.
Ils sont restés quelques jours mais leurs vaches passaient toujours leur nuit sur la place de l’actuel village. C’est ce qui les a poussés une fois de plus à suivre la bonne volonté de leur cheptel et à se fixer définitivement sur la place de l’actuel village, distant du marigot de presque 1 kilomètre à l’époque.
Depuis, le village n’a pas cessé de grandir, de se développer. C’est tout d’abord un groupe de Peuls Saybobés appelés Worgankoobés qui va quitter le village de Kawel Dialloubé et qui avaient pour destination le village de Dialloubé. Ils seront retenus moyennant une bonne superficie de terre cultivable et vont accepter de se fixer définitivement au quartier Worgo.
Plusieurs autres groupes vont regagner le village dont notamment des Ndouethbés venant de Kadié Pawé, des Thioutinkoobés venant de Foumihara, des Awloubés venant de Mogo, des Torobés, des Mathioubés, des Wahilbés, des Maboubés et des Sébbés venant d’un peu partout.
Tout récemment avec les problèmes de la Mauritanie un groupe d’une dizaine de maisons va grossir le village. Ces personnes viennent du village de Daneyal Doko (famille Dembayél Sanda, famille Gandé, famille Moussa Amnatel et Gourel Mamadou Thiamma).

## Administration
Polel fait partie de la commune d’Orkadiéré.

## Géographie
Polel se trouve à 4 km de la route nationale N2, entre Ourossogui et Semmé. Les localités les plus proches sont Orkadiéré, Bosséabé, Wali Diala, Ounaré, Walel, Polel Awloubé. Le climat y est de type sahélien, chaud et sec.
Lors du recensement de 2002, Polel comptait 2 700 habitants, 102 concessions et 320 ménages. Fin 2007, selon les estimations officielles, la population s’élèverait à 3 158 habitants. Le village compte 5 quartiers : Legal Diaobé, Legal Maboubé, Legal Worgo, Legal Koundel et Legal Kesal qui regroupe toutes les nouvelles maisons entre les autres quartiers et les villages de Polel Aouloubé, Wali Diala et Bosséabé.

## Économie & développement
Polel Diaoube est un village qui ne cesse de s’adapter aux exigences du monde actuel.
Si en 1960, le village a été doté d’une école publique avec un nommé Backaou Ndaw comme premier instituteur le manque d’eau hypothéquait les chances de réussite en réduisant l’effectif des élèves car il obligeait les populations de migrer vers les bords du fleuve.
Mais vers les années 1974, le village va pour la première fois faire un bond considérable vers le développement en parvenant à accéder à ce liquide précieux qui compromettait toute activité en saison sèche : l’eau. En effet, grâce au dynamisme d’un jeune instituteur fraîchement affecté et le financement d’un puits de 32 mètres de profondeur par le Secours populaire français, l’école a connu un essor et l’instituteur qui a pour nom Landing Niassy va poursuivre sa coopération avec le secours populaire, les éclaireurs de France, de Belgique et du Sénégal jusqu’à faire de Polel un village pilote en matière de coopération internationale. Cette coopération qui permettra la réalisation de plusieurs chantiers : reboisement, construction de salles de classe, de case de santé, achat de moulins à mil pour les femmes, consultations des malades avec soins gratuits, etc. L’école a pu se développer jusqu’à devenir dans les années 1980-1990 l’une des plus performantes du département de Matam avec une cantine, une case de santé et une mini bibliothèque.
L’éducation et l’alphabétisation vont accélérer le développement du village, car et depuis 1986, la FAO va créer sa première cellule d’alphabétisation avec 2 groupes (un groupe d’hommes et un groupe de femmes) sous la houlette de l’infatigable Amar Yaya Sall, inspecteur d’alphabétisation, très dynamique pour son rôle pour la défense des langues nationales.
La lutte contre le manque d’eau a toujours été le cheval de bataille des fils du village, En 1982 les ressortissants du village vont creuser le puits appelé Woyndou Zaire. En 1988 sera créée l’Union des groupements de jeunes de la communauté rurale de Orkadiéré. Cette fédération va creuser le puits qui se trouve sur la route de Orkadiére appelé Woyndou Union. En 1989, une ONG appelée Les sœurs optimistes, basée au Canada, va financer un forage pour 5 villages (Orkadiéré, Gassambiri, Wendou Bosséabé, Bassi Ala et Polél). Le village de Bassi ala sera expulsé avec les événements entre le Sénégal et la Mauritanie, il ne va rester que 4 villages seulement. Mais le compagnonnage entre ces différents villages ne va pas durer, finalement il ne va rester que Orkadiéré et notre village et ceci jusqu’en 2013 ;
C’est là encore une fois que Dieu va nous venir en aide et cette fois par le biais d’un valeureux fils du village. Abdourahmane oumar Ly, parce que c’est de lui qu’il s’agit, va dès 1990 faire appel à tout son génie d'expert en projet pour installer le premier réseau d’eau avec l’aide d’une ONG allemande, AFWAction Solidarité Monde, et une enveloppe de 5.000.000 Fcfa qui va permettre de réseauter l’eau dans 5 km à travers tous les quartiers du village. Et ce sera une longue série de réalisations avec notamment en 1992 un mini barrage sur la route de Wendou Bosséabé avec la coopération Belge (Fonds de survie) à hauteur de 4000.000FCFA, l’achat de 2 moulins pour le groupement des femmes et l’achat de matériels agricoles pour le périmètre maraîcher, l’achat de médicaments, le tout pour un total global de 4.000.000 FCFA.
À partir de 2009, nous avons entrepris la réalisation d’un forage pour lutter contre ce manque crucial d’eau car le forage que nous partagions avec Orkadiéré ne pouvait pas à lui seul résoudre notre besoin en eau qui devenait chaque jour plus important.
Grâce aux efforts conjugués des fils du village, nous avons pu obtenir ce forage pour un coût global de 63.850.000 FCFA (pour le forage) et 24.250.000F pour le réseau d’adduction d’eau.

## Environnement

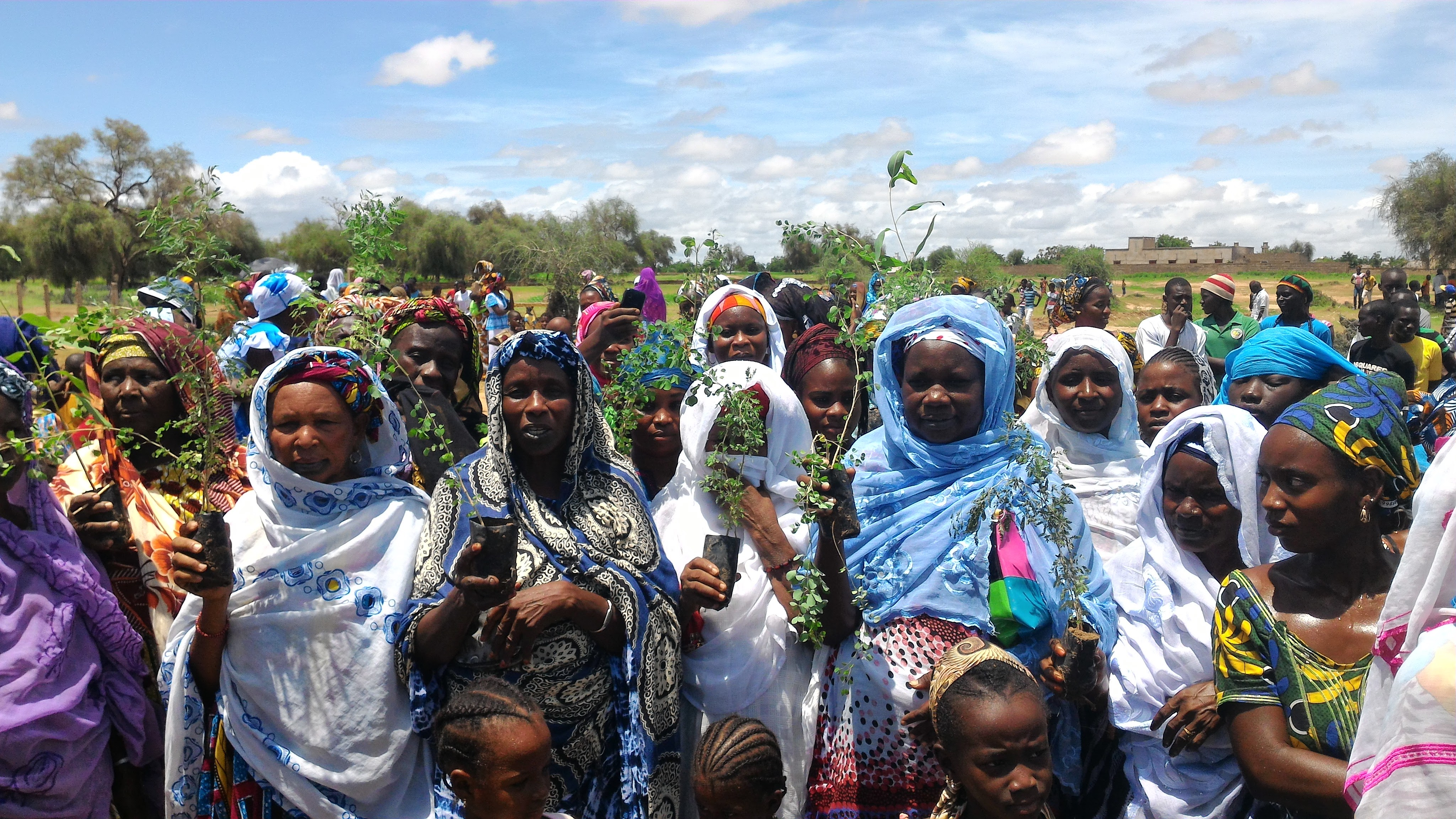
Femmes de Polel pour le reboisement

En août 2015, quelques jeunes de Polel épris du développement de leur localité lancèrent un mouvement de développement de Polel.
L’idée de base était d'unir les Polelois avant tout car la localité venait de traverser une décennie de crises d’ordre social, sociétal et religieux.
Après quelques échanges, quelques jeunes décidèrent de lancer un projet de reboisement. Ils avaient la conviction qu’un tel projet aura un double impact: utilité environnementale et unification des habitants. Convaincus que ce projet nécessite des fonds et surtout de l’engagement de tous les Polelois où qu’ils soient, ils lancèrent un appel sur internet en décrivant le projet. Ce fut un succès incontestable. En une semaine, formatnum:1 600 000 francs CFA furent collectés.
Le nom Nafooré Polel fut adopté pour ce mouvement. Le projet en est aujourd’hui à la préparation de sa 4e édition qui sera lancée au mois d’août 2018. Les jeunes ont à chaque fois réussi à mobiliser tous les habitants de Polel et autres bonnes volontés pour la réussite de cet événement qui est aujourd’hui le rendez-vous polelois le plus remarquable.
À l'heure actuelle environ 2 hectares de terres sont reboisées, formant une ceinture verte à l’Est du village. Un fils du village du nom de Away BA a été engagé à temps plein et est payé 25 000 francs par mois. Grâce à ce symbole de réunification, les habitants de Polel ont par la même occasion à travers l'unité retrouvée mis la pression sur les autorités pour obtenir l'électrification du village et ont en un temps record acheté une ambulance et réhabilité le cimetière.